# Dorotheanthus bellidiformis
Dorotheanthus bellidiformis es una especie de planta suculenta perteneciente a la familia de las aizoáceas. Es originaria de Sudáfrica.

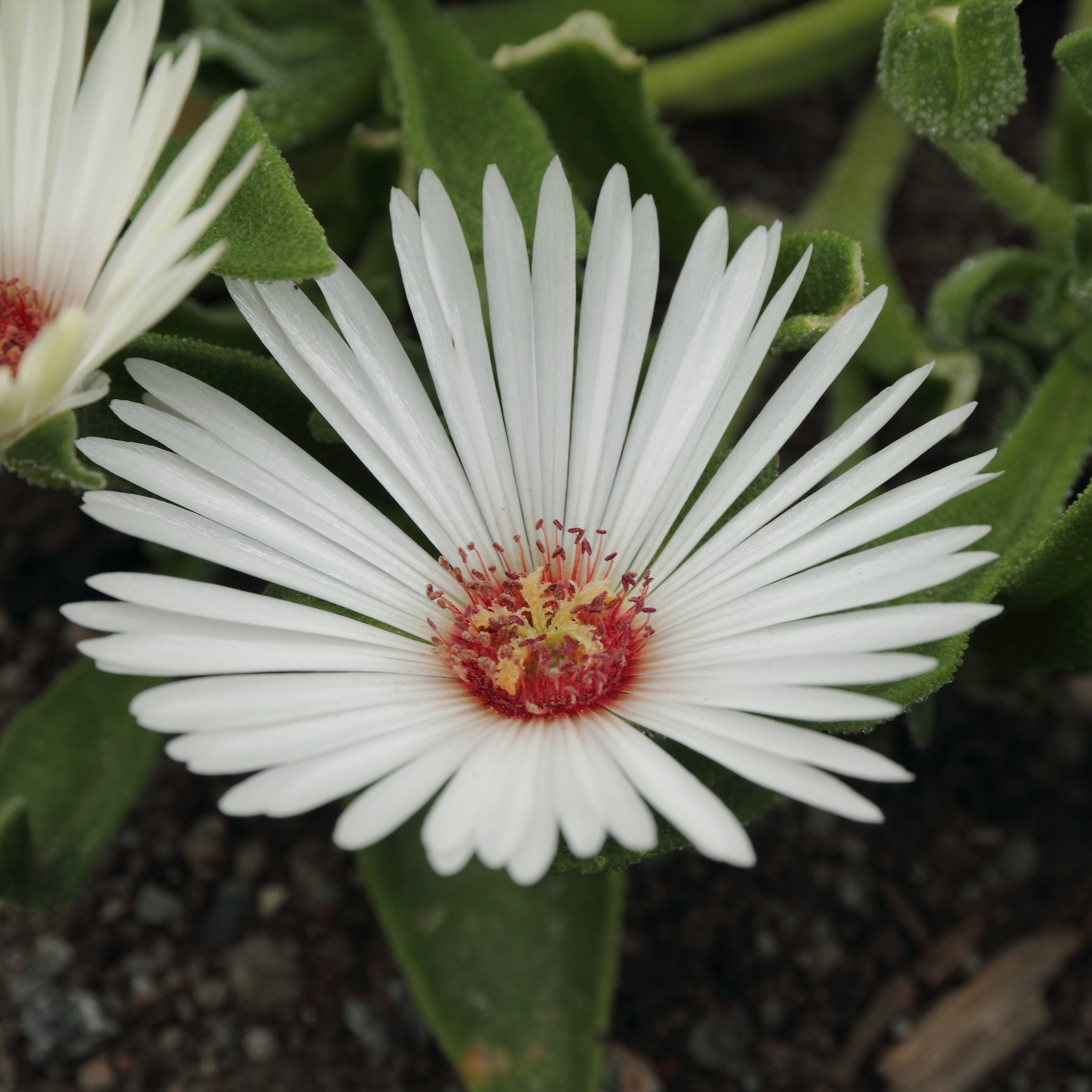
Detalle de la flor.

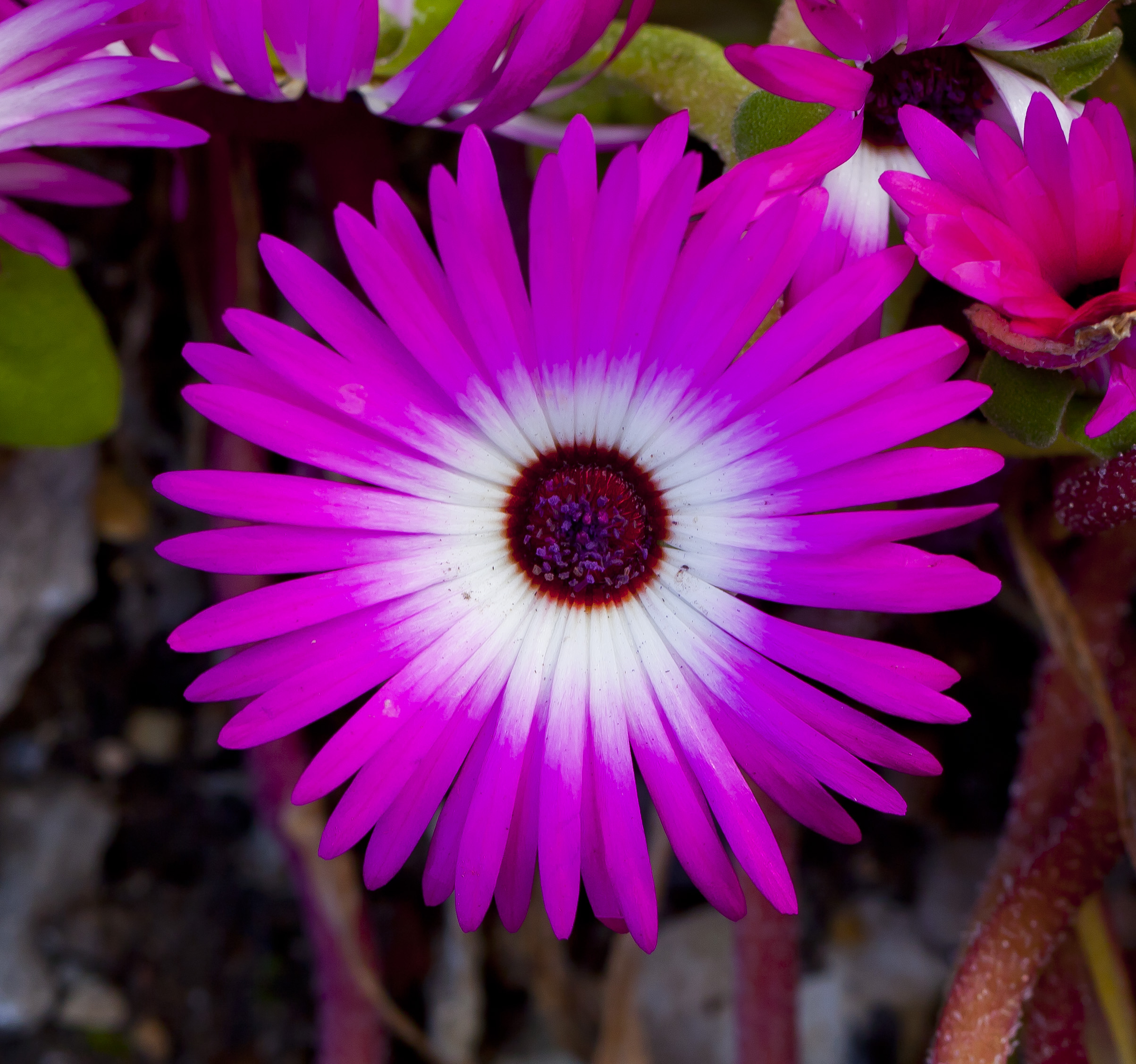
Ejemplar en un jardín en Tallin, Estonia.

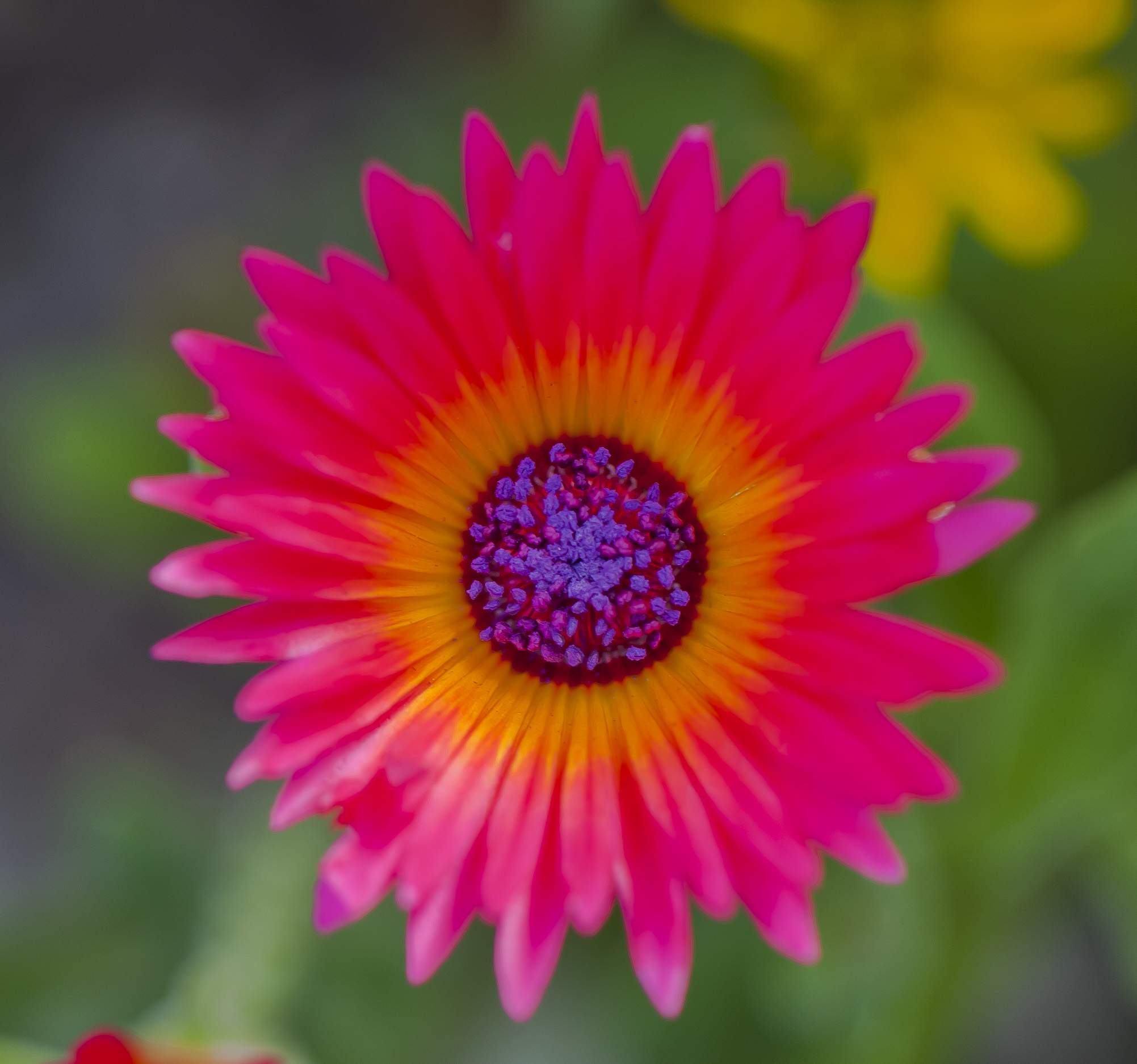
Ejemplar de colores intensos.

## Descripción
Es una pequeña planta suculenta, tapizante o rastrera,   perennifolia que alcanza un tamaño de  15 cm de altura. Tiene hojas suculentas y lanceoladas y las flores dispuestas en cabezuelas parecidas a margaritas y en tonos brillantes rojos, rosados, amarillos o blancos según la variedad.

## Taxonomía
Dorotheanthus bellidiformis fue descrita por (L.f.) N.E.Br., y publicado en Möller's Deutsche Gärtner-Zeitung 43: 400. 1928.
Etimología
Dorotheanthus: nombre genérico otorgado por el botánico alemán Martin Heinrich Gustav Schwantes en honor de su madre Dorotea.
bellidiformis: epíteto latino que significa "como el género Bellis".
Sinonimia
- Dorotheanthus bellidiformis subsp. bellidiformis
- Mesembryanthemum bellidiforme Burm.f. (1768)
- Drosanthemum martinii L.Bolus ex Jacobsen (1970)
- Dorotheanthus acuminatus L.Bolus (1958)
- Dorotheanthus bidouwensis L.Bolus (1958)
- Dorotheanthus flos-solis (A.Berger) L.Bolus
- Mesembryanthemum flos-solis A.Berger (1910)
- Dorotheanthus hallii L.Bolus (1958)
- Dorotheanthus littlewoodii L.Bolus (1961)
- Dorotheanthus luteus N.E.Br. (1928)
- Dorotheanthus muiri L.Bolus (1928) 'muirii'
- Dorotheanthus oculatus N.E.Br. (1928)
- Dorotheanthus stayneri L.Bolus (1961)
- Dorotheanthus martinii L.Bolus (1965)
- Mesembryanthemum criniflorum L.f. (1782)[3][4]